# Villeneuve-du-Latou
Villeneuve-du-Latou è un comune francese di 126 abitanti situato nel dipartimento dell'Ariège nella regione dell'Occitania.

## Società

### Evoluzione demografica
Abitanti censiti